# 영웅소설
영웅소설(英雄小說)은 한국 고전소설의 한 종류이다. 기본적인 서사가 건국신화나 영웅신화에서 따 온 '영웅의 일생' 서사를 따른다는 특징이 있다. 고귀한 혈통을 타고 비범한 출생을 통해 태어난 주인공은 탁월한 능력을 지니고 있으나, 여러 위기에 부딪힌 후 그 위기들을 모두 극복하고 영웅, 내지는 승자가 된다. 삼국지나 서유기와 같은 중국 소설의 영향을 받았으며, 이러한 영웅소설이 만들어지게 된 역사적 계기는 임진왜란과 병자호란 이후 농업 중심 공동체의 해체와 도시의 형성이라는 것이 일반적으로 받아들여지고 있다.
영웅소설의 대표적인 예시로는 홍길동전을 필두로 하여 구운몽, 유충렬전, 숙향전, 옥루몽, 현수문전, 장백전, 홍계월전, 김진옥전, 소대성전, 조응전, 장풍운전 등이 있다. 조선 후기에는 홍계월전, 정수정전, 장국진전, 황장군전, 이대봉전 등 여성이 남성과 대등하거나, 그보다 더 높은 위치로 등장하는 여성영웅소설들이 나타는데, 이는 당시 점차 변화하던 여성에 대한 새로운 인식을 드러낸다.
군담소설(軍談小說)은 전쟁을 배경과 소재로 하는 고전소설의 한 종류로 전쟁에서 이긴 무용담을 중심으로 이야기가 전개된다. 임진왜란이나 병자호란과 같이 실제로 있었던 사건을 소재로 하는 경우 역사군담소설, 완전히 창작된 인물과 배경을 사용하는 경우 창작군담소설이라고 한다. 군담소설은 그 줄거리나 내용 면에서 영웅소설과 아주 유사한 용어이고 대부분의 작품이 겹치지만, 영웅소설이 '영웅'이라는 등장인물의 특징에서 따 온 용어라면 군담소설은 '전쟁'이라는 소재의 특징을 나타내는 용어라고 할 수 있다.